# Mpoundou
Mpoundou est un village du Cameroun situé dans le département du Haut-Nyong et la région de l'Est.
Il fait partie de la commune d’Angossas, plus précisément dans le quartier de Maka-Mboans.

## Population
Lors du recensement de 2005, Mpoundou comptait 1 060 habitants, dont : 495 hommes et 565 femmes.

## Développement
Selon le Plan Communal de Développement d’Angossas (2012), plusieurs mesures ont été envisagées pour le développement de Mpoundou :
1. Construction des CEAC de Mpoundou pour faire face à faible production agricole ;
2. Mise en place de quatre pépinières pour le reboisement des forêts dégradées à Mpoundou ;
3. Équiper les marchés de Mpoundou et y organiser trois marchés périodiques hebdomadaires ;
4. Réhabilitation des bâtiments des formations sanitaires ;
5. Affectation de trois enseignants qualifiés et réhabilitation de six salles de classe ;
6. Diagnostics organisationnels, techniques et économiques (DOTE) des Centres d’Alphabétisation  Fonctionnelle (CAF) existants dans la commune ;
7. Réhabilitation de deux puits / forages d’eau et aménagement de cinq sources.